# Fritz Haller (Gewichtheber)
Fritz Haller (* 13. Juni 1905; † 8. November 1961) war ein österreichischer Gewichtheber.

## Leben
Fritz Haller betätigte sich in seiner frühen Jugend als Turner und Fußballer. 1924 trat er in Himberg bei Wien dem dortigen Athleten Klub bei und begann mit dem Gewichtheben. Bei regionalen Meisterschaften erzielte er ansprechende Leistungen und 1926 erstmals die Landesmeisterschaft von Niederösterreich. Seine erste österreichische Meisterschaft gewann er 1929. Bis zu seinem ersten internationalen Einsatz dauerte es aber noch bis 1934.
Sein Einstand bei der EM in Turin war aber furios. Er gewann den Titel und schlug den französischen Olympiasieger Louis Hostin, der von den Leistungen Hallers so überrascht war, dass er im beidarmigen Stoßen drei Fehlversuche fabrizierte. 1935 und 1936 stagnierte Haller infolge verschiedener Verletzungen und Krankheiten. 1937 und 1938 waren aber für Haller noch einmal Glanzjahre mit dem Gewinn eines Weltmeister- und eines Vizeweltmeistertitels. Während des Krieges konnte Haller kaum trainieren. 1946 bei den Weltmeisterschaften in Paris und 1948 bei den Olympischen Spielen in London war Haller noch einmal dabei, konnte sich aber nicht mehr im Vorderfeld platzieren.

## Internationale Erfolge
| Jahr | Platz | Wettbewerb                  | Gewichtsklasse | Wettkampfart | Ergebnisse |
| 1931 | 1.    | Arbeiter-Weltspiele in Wien | Mittel         | DK           | mit 325 kg (87,5-107,5-130), vor Willner, Österreich, 305 kg (80-95-130)                                                      |
| 1934 | 1.    | EM in Turin                 | Halbschwer     | OD           | mit 370 kg, vor Eugen Deutsch, Deutschland, 365 kg und Josef Zeman (Gewichtheber), Österreich, 342,5 kg                       |
| 1935 | 3.    | EM in Paris                 | Halbschwer     | OD           | mit 340 kg, hinter Louis Hostin, Frankreich, 370 kg und Deutsch, 357,5 kg                                                     |
| 1936 | 5.    | OS in Berlin                | Halbschwer     | OD           | mit 350 kg, hinter Hostin, 372,5 kg, Deutsch, 365 kg, Ibrahim Wasif, Ägypten, 360 kg und Helmut Opschruf, Deutschland, 355 kg |
| 1937 | 1.    | WM in Paris                 | Halbschwer     | OD           | mit 375 kg, vor Hostin, 372,5 kg und Anton Gietl, Deutschland, 365 kg                                                         |
| 1938 | 2.    | WM in Wien                  | Halbschwer     | OD           | mit 377,5 kg, hinter John Davis, USA, 387,5 kg und vor Hostin, 372,5 kg                                                       |
| 1948 | 14.   | OS in London                | Halbschwer     | OD           | mit 342,5 kg (100-107,5-135)                                                                                                  |

Erläuterungen
- DK = Dreikampf, bestehend aus einarmigem Reißen, einarmigem Stoßen und beidarmigem Stoßen
- OD = olympischer Dreikampf, bestehend aus beidarmigem Drücken, Reißen und Stoßen
- OS = Olympische Spiele, WM = Weltmeisterschaft, EM = Europameisterschaft
- Mittelgewicht, Gewichtsklasse bis 75 kg, Halbschwergewicht, bis 82,5 kg Körpergewicht

## Weltrekorde
im beidarmigen Reißen:
- 121 kg, 1935 in Wien, HS,
- 123,5 kg, 1937 in Paris, HS

im olympischen Dreikampf:
- 377,5 kg, 1936 in Wien, HS